# Ferrocarril en Finlandia

Red ferroviaria de Finlandia en 2010.
Tráfico de pasajeros y cargas
Tráfico de cargas solamente
Tramos inactivos
Ferrocarril histórico de Porvoo

La red ferroviaria finlandesa consta de 9.216 km de vías férreas de ancho ruso antiguo, de 1.524 mm, de los cuales 3.249 km son vías electrificadas.
Los trenes de pasajeros son operados por la empresa estatal VR, que cubre una longitud de vía de 7.225 km. Dan servicio a todas las grandes ciudades y a muchas zonas rurales, aunque las conexiones ferroviarias están disponibles en menos lugares que las conexiones en autobús. La mayoría de los servicios de trenes de pasajeros tienen su origen o destino en la Estación Central de Helsinki, y una gran proporción de la red ferroviaria de pasajeros surge desde esa ciudad.
La empresa VR también presta servicios de transporte de mercancías.
El mantenimiento y la construcción de la red ferroviaria propiamente dicha es responsabilidad de la Administración de Ferrocarriles de Finlandia, que forma parte de la Agencia de Transportes de Finlandia (en finlandés: Väylävirasto).
La red está dividida en seis centros de área, que gestionan el uso y el mantenimiento de las rutas en cooperación. Las áreas de carga y las grandes estaciones pueden tener sus propios sistemas de señalización.
Los trenes finlandeses tienen la reputación de ser espaciosos, cómodos y limpios.[cita requerida] El paisaje que rodea las líneas de ferrocarril se considera de una belleza natural excepcional, especialmente en el este de Finlandia con sus muchos lagos. Debido a que en la mayor parte de Finlandia la densidad de población es baja, el país no es muy adecuado para los ferrocarriles. Los servicios de cercanías son hoy en día raros fuera del área de Helsinki, pero hay conexiones de tren expreso entre la mayoría de las ciudades. Al igual que en Francia, los servicios de pasajeros son en su mayoría conexiones de varias partes del país a la capital, Helsinki.
Actualmente[¿cuándo?], en Finlandia se realizan unos 260 viajes de ida y vuelta diarios de pasajeros, sin contar el tren de cercanías de Helsinki. Los trenes de pasajeros nocturnos sólo operan en las líneas más transitadas entre Helsinki o Turku vía Oulu a Laponia (distancia mínima de 676 km). Esto deja la mayoría de las vías libres para el tráfico nocturno de mercancías (unos 40 millones de toneladas al año). Además, también hay buenas conexiones de larga distancia en autobús y avión, que generalmente son poco o mucho más caras que los trenes. Los autobuses son a veces más rápidos y/o más baratos que los trenes (por ejemplo, Helsinki-Pori).

## Historia

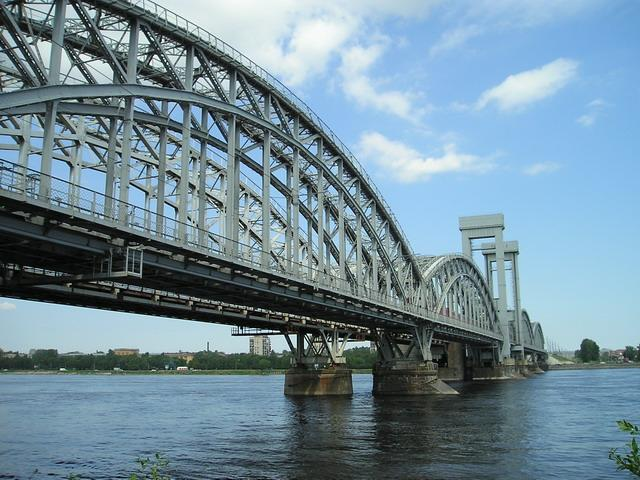
El Puente Ferroviario de Finlandia sobre el río Nevá conectaba los ferrocarriles estatales finlandeses con los ferrocarriles rusos.

La primera línea de ferrocarril entre Helsinki y Hämeenlinna se abrió el 31 de enero de 1862. Como Finlandia era entonces el Gran ducado de Finlandia, una región de la Rusia Imperial, se construyeron ferrocarriles con el ancho de vía ruso, de 1.524 mm. En 1870 se abrió una extensión desde Riihimäki hasta la nueva estación de Finlandia en San Petersburgo. Sin embargo, los sistemas ferroviarios finlandeses y rusos permanecieron desconectados hasta 1912. Los trenes rusos no pudieron utilizar la red ferroviaria finlandesa debido a un ancho de vía de carga más estrecho. Más tarde, el ancho de vía de carga finlandés se amplió para que coincidiera con el ancho de vía ruso, con cientos de plataformas o vías de la estación alejadas unas de otras.
En el siglo XIX se produjo una nueva expansión y para 1900 gran parte de la red se había construido con 3.300 km de vías.
El Puente Ferroviario de Finlandia sobre el río Nevá en San Petersburgo, inaugurado en 1912, conectaba los ferrocarriles estatales finlandeses con los ferrocarriles rusos. Tras la independencia de Finlandia, la parte rusa de la línea fue entregada a las autoridades rusas.

## Futura expansión

### Mejoras en la vía

Sistema de electrificación ferroviaria finlandés en el año 2011.
Líneas electrificadas
Líneas en plan de electrificación
Lineas no electrificadas
tramos cerrados

Velocidades de marcha en la red ferroviaria finlandesa a principios del año 2011.

Se están llevando a cabo proyectos de duplicación de vías en varias secciones de la red ferroviaria finlandesa. Tras un proyecto anterior de duplicación de los tramos de vía única de Seinäjoki a Oulu que se completó en 2017, el tramo Luumäki-Imatra(-Simpele) estará totalmente duplicado para 2023.

### Nuevas líneas
Desde la década de 1970, la Agencia de Transportes de Finlandia ha estado debatiendo la posibilidad de construir un ferrocarril de alta velocidad Helsinki-Turku, que permita un tiempo de viaje más rápido entre las dos ciudades. En 2005 se llevó a cabo un estudio de viabilidad actualizado y en 2016 la línea se incluyó como política en el informe de la Agencia de Transportes de Finlandia. Esta línea forma parte de los planes del gobierno finlandés para construir enlaces ferroviarios de alta velocidad desde Helsinki a Turku, Tampere y Kouvola.
El planeado Itärata (Ferrocarril del Este) uniría Helsinki y Kouvola vía Porvoo, acortando los tiempos de viaje a ciudades del este de Finlandia como Kuopio y Joensuu, junto con San Petersburgo, Rusia. También se han estudiado más líneas directas de Helsinki a Pori y Jyväskylä.
En noviembre de 2017 un tren de carga salió de Kouvola entre Helsinki y la frontera rusa llevando 41 contenedores para Xi'an, en China. Este fue el primer tren de carga de este tipo que viajó entre los dos países. Se espera que el viaje de 9.110 km a través de Rusia y Kazajistán dure 17 días, en comparación con unos 30 días por mar y ferrocarril. Se espera que este servicio se convierta en una salida diaria en los próximos meses.
Las propuestas de un enlace ferroviario a Laponia en el norte de Finlandia, a través de Kemijärvi o Kolari, desde el puerto noruego de Kirkenes están en fase de planificación. Sin embargo, existen sensibilidades ambientales y culturales que afectan a estos planes, con la preocupación del pueblo indígena sami de que la línea propuesta pase por tierras de pastoreo de renos.
Además, se propone ahora un nuevo enlace ferroviario de Simpele a Elisenvaara, con duplicación de la vía y electrificación a 25 kV 50 Hz CA desde Elisenvaara vía Sortavala y Suoyarvi a Petrozavodsk, para trenes de pasajeros (con vagones finlandeses de doble nivel) de Helsinki a Petrozavodsk, Kirov, Krasnoyarsk y Jabárovsk (vía ferrocarril Baikal-Amur).

## Operadores
La compañía nacional de ferrocarriles VR tiene el monopolio del transporte de pasajeros. En el tráfico local de Helsinki, los EMU clase Sm5 son propiedad de Pääkaupunkiseudun Junakalusto Oy, pero son operados por VR. Los nuevos trenes Allegro de clase Sm6 son propiedad y están operados por Karelian Trains, una empresa conjunta al 50% por VR y la compañía ferroviaria rusa RZD. Los trenes son operados por personal de VR mientras se encuentran en suelo finlandés.
Si bien los operadores ferroviarios privados pueden transportar carga desde 2007, la mayoría de los trenes siguen operados por VR. Ratarahti Oy obtuvo su certificado de seguridad de la Agencia Finlandesa de Seguridad en el Transporte en septiembre de 2011 y comenzará los trabajos de maniobras en el patio ferroviario de Imatra en 2013, con las primeras pruebas el 5 de diciembre de 2012. Proxion Train Oy recibió su certificado de seguridad en mayo de 2011 y está previsto que comience el tráfico de mercancías en 2014, tras los problemas de adquisición de equipos usados de VR. Otro nuevo operador, Fenniarail, ha encontrado en República Checa locomotoras usadas que son convertibles al ancho finlandés, en funcionamiento en 2016.
VR prefiere desechar el material rodante innecesario en lugar de venderlo, para limitar la competencia. Los vehículos usados no pueden importarse de otros países debido a que el ancho de vía es diferente y normalmente no se pueden convertir los vehículos. Los vehículos usados de la antigua Unión Soviética no cumplen los reglamentos finlandeses. Las locomotoras nuevas son demasiado caras, ya que no están construidas para un ancho de vía amplio.
Existe una compañía ferroviaria privada en Finlandia, el Ferrocarril Karhula-Sunila, un ramal corto con tráfico de carga solamente, en Karhula, cerca de Kotka. El ramal no es administrado por la Autoridad de Transporte Finlandesa, sino por el propietario del ferrocarril.
Existen varios museos ferroviarios que no están relacionados con el Grupo VR.

## Datos técnicos

### Tamaño de la red ferroviaria
- La longitud total de la red ferroviaria, incluidos los apartaderos, es de 9.216 km de vías.
- La longitud total de las rutas de ferrocarril de pasajeros es de 7.225 km.
- Rutas electrificadas: 3.249 km.

Electrificación de la red ferroviaria finlandesa a fecha de 2011. Las líneas electrificadas se muestran en azul. Las líneas Seinäjoki-Vaasa y Rovaniemi-Kemijärvi han sido electrificadas desde entonces.

Mientras que algunos ferrocarriles privados finlandeses fueron electrificados ya a finales del siglo XIX, los trabajos de electrificación de la red ferroviaria principal no comenzaron hasta finales de los años sesenta del siglo XX. La mayoría de las líneas principales están ahora electrificadas. El sistema utilizado es una catenaria de 25 kV 50 Hz CA, con una altura de cable normal de 6,5 m y que varía de 5,6 m a más de 6,5 m y hasta 7,3 m. La clase más grande de locomotoras eléctricas son las locomotoras Sr1 que se pusieron en uso en 1973. Ahora se complementan con locomotoras eléctricas de clase Sr2 y Sr3 y unidades Pendolino Sm3 de alta velocidad.
Los primeros trenes eléctricos comenzaron a funcionar el 26 de enero de 1969 en la red local de Helsinki, inicialmente entre Helsinki y Kirkkonummi y se extendieron lentamente hasta Riihimäki el 31 de enero de 1972. En dirección norte, los cables eléctricos llegaron a Seinäjoki en 1975, a Kokkola en 1981, a Oulu en 1983, a Rovaniemi en 2004, y a su actual punto más septentrional en Kemijärvi en 2014. Además de la línea a Kemijärvi, otra línea recientemente electrificada fue la línea de Seinäjoki a Vaasa en 2011.
La próxima línea de ferrocarril que se electrificará es la de Turku a Uusikaupunki, la electrificación está programada para comenzar en 2019.

### Velocidades de marcha

Velocidades de marcha en la red ferroviaria finlandesa a principios del año 2011.

La velocidad máxima para el tráfico de pasajeros es de 220 km/h, pero sólo se alcanza en la línea de ferrocarril Kerava-Lahti. Los trenes de carga tienen una velocidad máxima de 120 km/h. Los límites de velocidad reales varían según el tipo de tren y la vía. Pueden producirse algunos retrasos en otoño e invierno debido a las condiciones meteorológicas (por ejemplo, vientos fuertes).

### Seguridad
El sistema de señalización utilizado en la red ferroviaria de Finlandia comprende señales luminosas de color y señales fijas. Se utilizan junto con el ATP-VR/RHK (EBICAB 900), un sistema de protección de trenes que suele denominarse JKV (en finés: junien kulunvalvonta) y que debe utilizarse en el material rodante. El sistema se actualizará a ERTMS/ETCS en los próximos años, aunque más tarde que en otros países europeos debido a la baja edad del actual sistema de protección de trenes. Se prevé que las primeras unidades ETCS se instalen en el material rodante durante 2013, y la primera parte de la vía señalizada con ERTMS se abrirá entre 2019 y 2025.

### Alturas de los andenes
Altura del andén: 550 mm sobre el carril
- Helsinki - Hämeelinna - Tampere
- Helsinki - Turku
- Kerava - Lahti - Kouvola - Vainikkala (excepto Luumäki)

Altura del andén: 200 mm sobre el carril
- El resto de las estaciones.

## Líneas
La mayoría de los servicios ferroviarios de pasajeros en Finlandia salen de la Estación Central de Helsinki, y prestan servicio a la mayoría de las grandes ciudades, entre ellas Tampere, Turku, Oulu, Rovaniemi, Kouvola, Kuopio, Jyväskylä y Joensuu, entre otras. Algunas ciudades están conectadas a la red ferroviaria por sus propios ramales, pero no están comunicadas por trenes de pasajeros; ejemplos de ello son Porvoo, Uusikaupunki, Raahe y Rauma.

### Enlaces ferroviarios con países adyacentes
- El mismo ancho de vía 1.524 mm
  - Rusia - pequeño cambio de ancho 1.524 mm / 1.520 mm. Esto está dentro de las tolerancias y se hace el recorrido.
    - Vainikkala - Buslovskaya - electrificado, pero con diferente voltaje 25 kV AC - 3 kV DC
    - Niirala - Vyartsilya - falta de electrificación
    - Imatrankoski - Svetogorsk - falta de electrificación
    - Vartius - Kostomuksha - electrificado sólo en el lado finlandés - el lado ruso se electrificará a 25 kV 50 Hz AC en 2018-2019.
- Cambio de ancho
  - Suecia - cambio de ancho - 1.524 mm / 1.435 mm ancho estándar; cambio de voltaje 25 kV AC/15 kV AC, sin embargo no hay líneas electrificadas que crucen la frontera.
    - También hay transbordadores ferroviarios de 1.435 mm a Estocolmo y una vía de ancho estándar en la terminal de ferris de Turku.

  - Alemania - 1.524 mm / 1.435 mm de ancho estándar; Hay transbordadores ferroviarios de 1.520 mm a Sassnitz/Mukran y transbordadores ferroviarios de 1.435 mm a Travemünde.[cita requerida]
- Propuestas
  - Estonia - propuesto un túnel de Helsinki a Tallin, que sería parte del proyecto Rail Baltica. Según la información pública de que se dispone, las vías del túnel utilizarían un ancho estándar de 1.435 mm, y parece que Finlandia ampliará ese ancho en su territorio en la medida que se considere razonable - por ejemplo, hasta la estación central y el aeropuerto de Helsinki, pero exigiendo vías de doble ancho desde el puerto de Muuga a través del túnel hasta la estación central y el aeropuerto de Helsinki, y las locomotoras eléctricas y las unidades múltiples de ancho estándar necesitan pantógrafos que se adapten a los cables aéreos más altos de lo normal (más de 6,5 m por encima de los rieles). ARJ Holdings of Dubai proporcionará financiación externa[20] y se espera que la construcción comience en 2020.
  - Noruega - propuesta de línea de ferrocarril vía Skibotn a Tromsø.[21]
  - Rusia - propuesta de líneas de ferrocarril de Kemijärvi a Kandalakcha, de Imatra a Elisenvaara, de Parikkala a Elisenvaara, de Parikkala a Sortavala, de Joensuu a Medvezhyegorsk, de Hirvakoski a Kem, y de Kuusamo a Louhi.
  - Suecia - propuesta de línea ferroviaria de Vaasa a Tornio vía Umeå, Luleå y Haparanda.[cita requerida]

Rusia es el país adyacente más importante en cuanto a tráfico ferroviario. El tráfico de mercancías es mucho más intenso entre Rusia y Finlandia, comparado con el de Suecia y Finlandia. Hay varios trenes de pasajeros diarios entre Rusia y Finlandia, pero ninguno entre Suecia y Finlandia.

### Metros, tranvías y trenes ligeros
- Metro de Helsinki (1522 mm de ancho)
- Tranvía de Helsinki (1000 mm de ancho)
- Tren ligero de Jokeri (1000 mm de ancho)
- Tren ligero de Tampere (en construcción, con un ancho de vía de 1435 mm)